# Aki Higashihara
Aki Higashihara (東原 亜希 Higashihara Aki?, născută 11 noiembrie 1982 în Prefectura Kanagawa) este o vedetă de televiziune și un fotomodel japonez. Ea s-a căsătorit cu atletul de Judo Kosei Inoue în 2008.
Higashihara are mai multe blog-uri și este un fenomen pe internet.